# Pseudoscourfieldiales
Pseudoscourfieldiales, red zelenih algi, dio razreda Pyramimonadophyceae. Postoje dvije porodice s ukupno 44 vrste.

## Porodice
1. Pycnococcaceae R.R.L.Guillard, 22
2. Tasmanitaceae, 22